# Pseudomenthus uniseriatus
Pseudomenthus uniseriatus är en spindeldjursart som beskrevs av Volker Mahnert 2007. Pseudomenthus uniseriatus ingår i släktet Pseudomenthus och familjen Menthidae. Inga underarter finns listade i Catalogue of Life.